# Platorish
Platorish là một chi nhện trong họ Trochanteriidae.